# 天主教塞圖巴爾教區
天主教塞圖巴爾教區（拉丁語：Dioecesis Setubalensis），是葡萄牙一個天主教教區，包括塞圖巴爾區的一部份。屬里斯本總教區。成立於1975年7月16日。 
現任教區為主教為吉爾貝托·岡薩維斯·卡納瓦羅·雷斯。2011年，有510,600名教友，估轄區總人口70.9%，有57個堂區、87名司鐸、12名終身執事、29名修士、96名修女。